# Ivica Zubac (basketspelare)

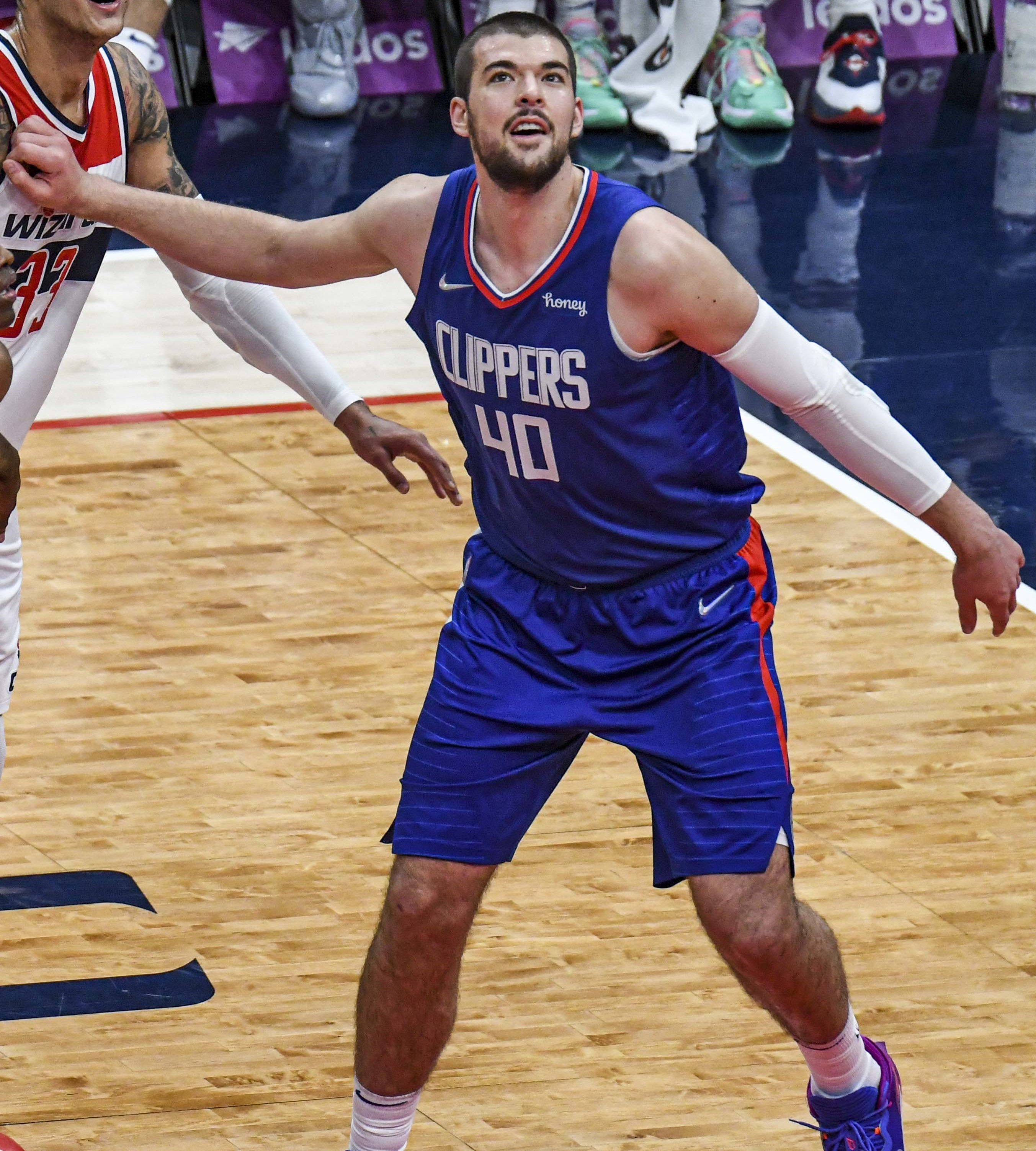
Ivica Zubac, 2022.

Ivica Zubac, född 18 mars 1997 i Mostar, Bosnien och Hercegovina, är en kroatisk professionell basketspelare (center). 
Zubac spelade 2016 till 2019 för Los Angeles Lakers. Sedan 2019 spelar han för Los Angeles Clippers i NBA.